# 紀煥博
紀煥博（1981年4月8日—），中國大陸的模特兒、演員。

## 經歷
- 2001 年考取了中國二級健身指導員資格證書，成為了一名健身教練
- 2002 年世界最佳模特大賽中國總決賽男模組冠軍 (中國南京)
- 2002 年世界最佳模特大賽全球總決賽男模組季軍 (土耳其)
- 2005 年 Men's Uno 全球華人超級男模大賽亞軍 (中國上海新天地)

## 演出作品

### 電影
| 年度   | 片名       | 角色 | 备注 |
| ------ | ---------- | ---- | ---- |
| 2010年 | 殭屍新戰士 |      |      |
| 2021年 | 古董局中局 |      |      |
| 待上映 | 莫斯科行動 |      |      |
| 待上映 | 暴風       |      |      |

### 電視劇
- 2013年：麵包樹上的女人 - 鄧初
- 2022年：追光者 - 大鵬

## 链接
紀煥博的新浪微博